# Wittig (Fluss)

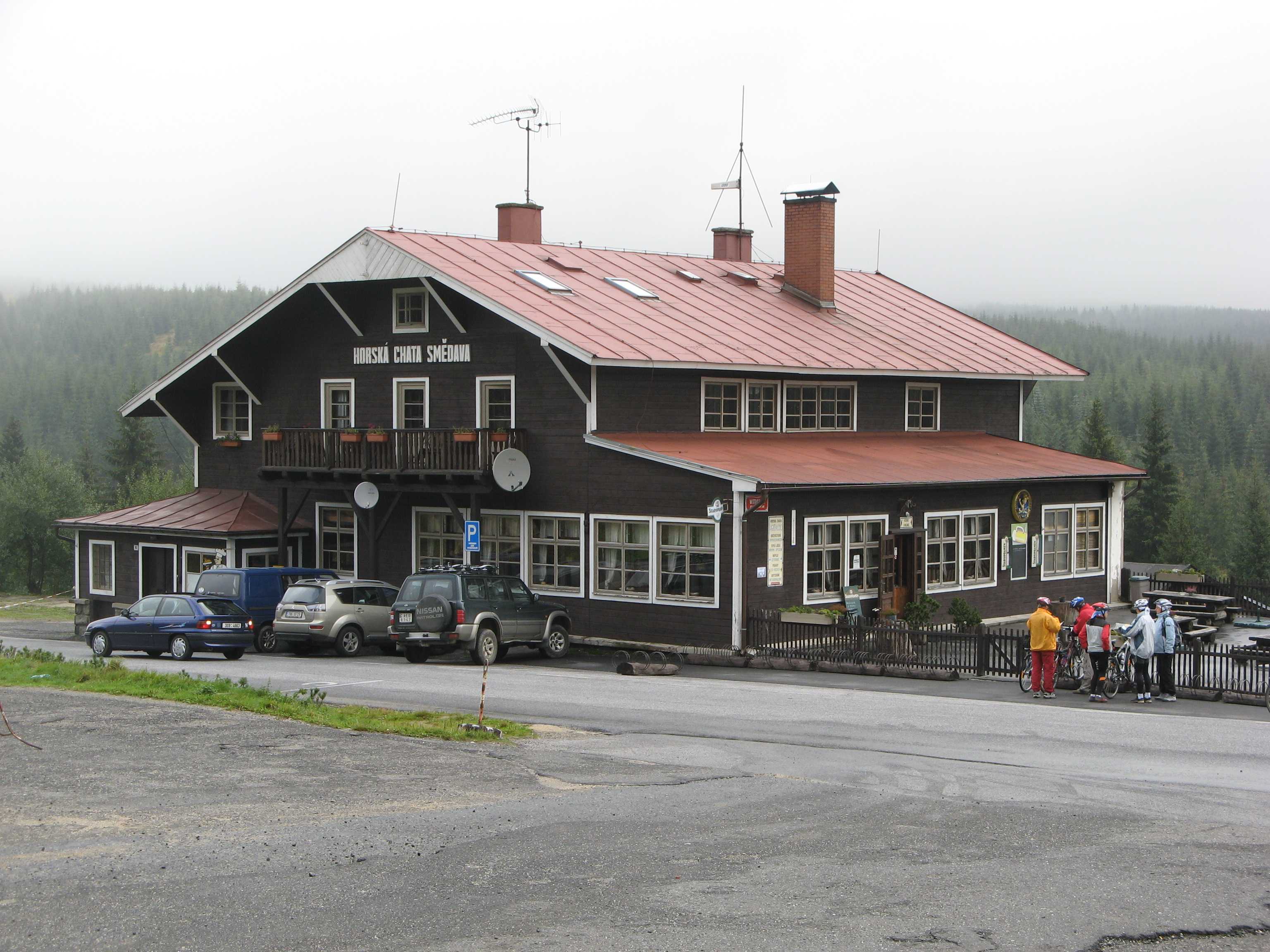
Horská chata Smědava (Wittighaus, in der Ausführung von 1935–2023) an der Vereinigung der Quellbäche auf

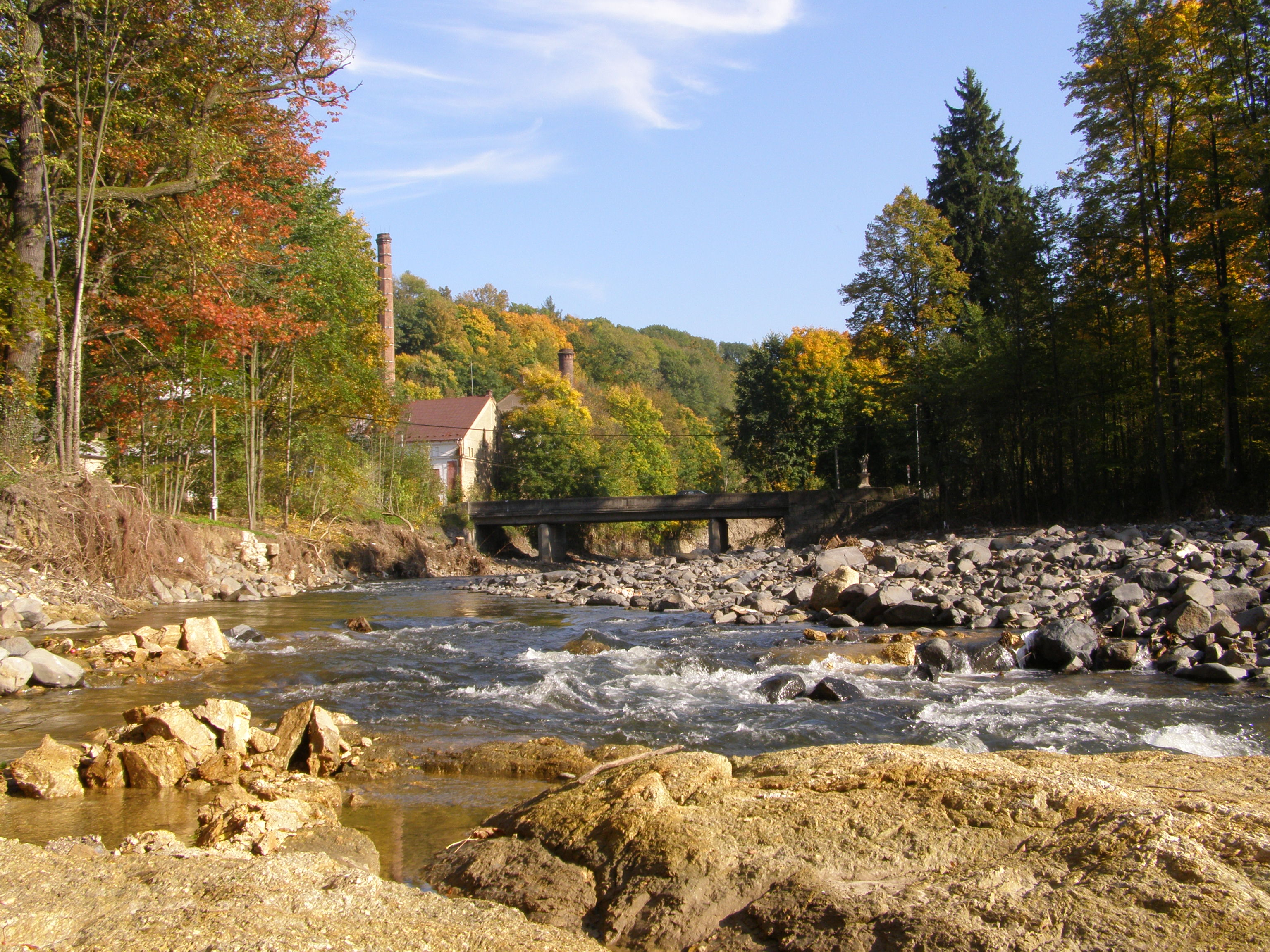
Wittig bei Frýdlant nach dem Hochwasser 2010

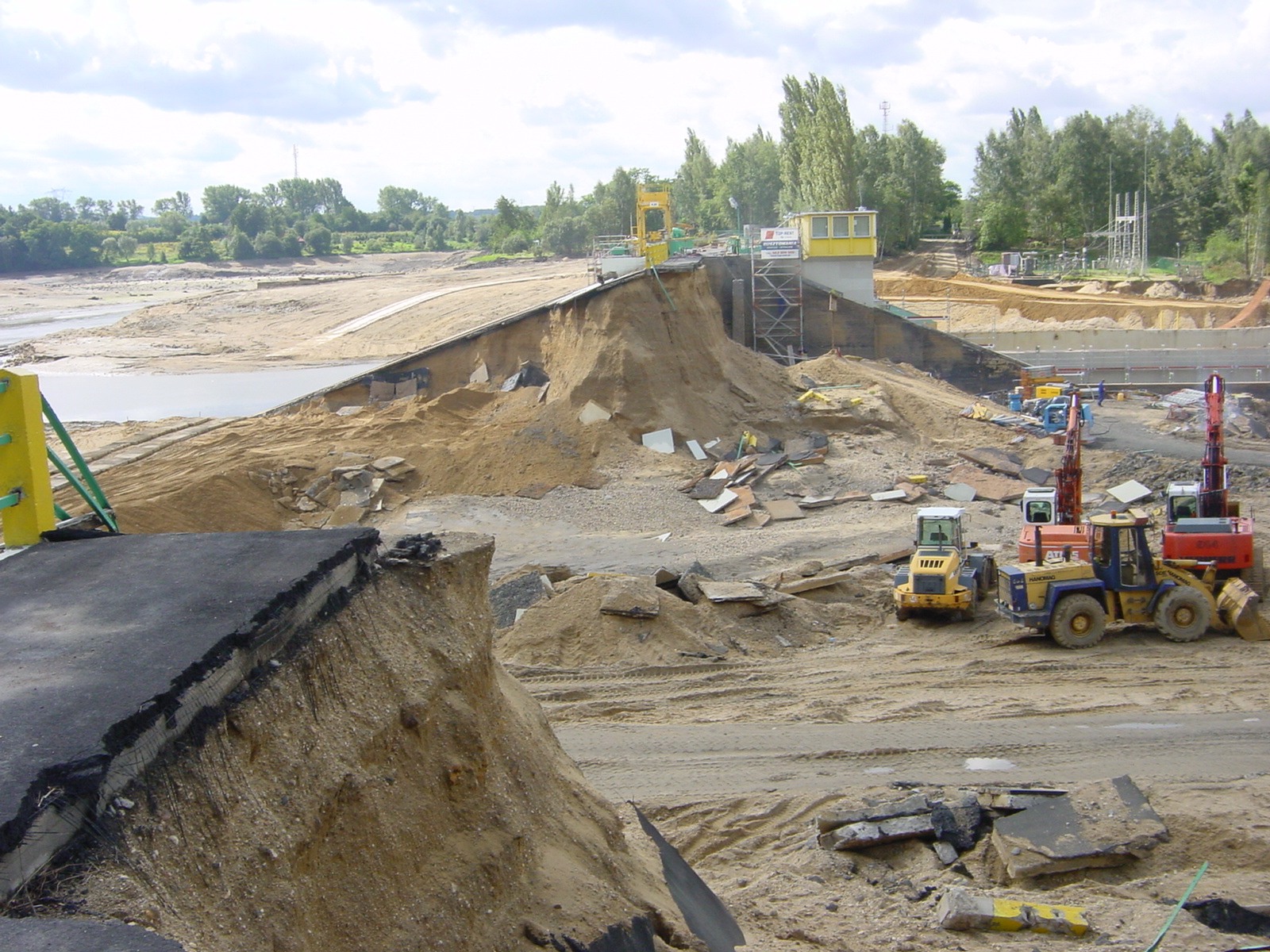
Witka-Staudamm nach dem Bruch 2010

Die Wittig (tschechisch Smědá, polnisch Witka) ist ein rechter Nebenfluss der Lausitzer Neiße in Tschechien und Polen.

## Verlauf
Die Wittig entsteht am Wittighaus (Horská chata Smědava) im tschechischen Isergebirge auf 847 m n.m. durch den Zusammenfluss von drei Quellbächen.
- Die Weiße Wittig (Bílá Smědá) entspringt in einer Höhe von knapp 1000 m n.m. im Moor Klečové louky zwischen der Jizera (Siechhübel, 1122 m n.m.) und der Smědavská hora (Wittigberg, 1048 m n.m.).
- Die Schwarze Wittig (Černá Smědá) entsteht im Moor Černá jezírka am Předěl.
- Die Braune Wittig (Hnědá Smědá) nimmt ihren Ursprung am östlichen Fuß des Jizera im Moor Louka u Studánky, wo auch die Schwarze Desse (Černá Desná) entspringt.

Die Wittig fließt vom Wittighaus mit starkem Gefälle nach Bílý Potok (deutsch Weißbach). Auf ihrem Weg nach Nordwesten berührt die Wittig die Städte Hejnice (Haindorf), Raspenava (Raspenau) und Frýdlant v Čechách (Friedland). Der unbegradigte Flusslauf zwischen Předlánce und Černousy ist als Naturreservat Meandry Smědé geschützt. Bei dem Dorf Ves (Wiese) verlässt sie in 209 m n.m. das böhmische Gebiet und fließt in die polnische Oberlausitz. Der tschechische Anteil hat eine Länge von 45,9 km, das dortige Einzugsgebiet umfasst 273,8 km². Der Mittlere Abfluss (MQ) an der Grenze liegt bei 3,61 m³/s.
Bei Niedów (Nieda) wurde die Wittig im Niedów-Stausee gestaut. Diese Talsperre mit einer Wasserfläche von 176 ha und einer Stauhöhe von elf Metern wurde zwischen 1958 und 1962 für das Kraftwerk Turów als Wasserreservoir angelegt und diente Erholungszwecken. Jedoch war das Wasser durch Austräge aus den Quellmooren und durch die Wasserverschmutzungen der anliegenden Städte und Dörfer stark getrübt.
Am Stift Joachimstein in Radomierzyce (Radmeritz) mündet die Wittig in die Lausitzer Neiße.

## Geschichte
Nach dem Wiener Vertrag von 1815 bildete die Wittig die Grenze zwischen den sächsischen und preußischen Teilen der Oberlausitz. Bis 1871 lag östlich von Wanscha (Spytków) das Dreiländereck zwischen den Königreichen Sachsen und Preußen und dem Kaisertum Österreich. Nach dem Ende des Zweiten Weltkrieges kam 1945 durch die Verschiebung der deutsch-polnischen Grenze an die Neiße der deutsche Abschnitt der Wittig zu Polen. Im Zuge der Errichtung des Niedów-Stausees erfolgte in den 1950er Jahren eine Grenzregulierung zwischen Polen und der Tschechoslowakei. Dabei wurde der zu Ves gehörende unbesiedelte Landzipfel links der Wittig, der zwischen Spytków und dem Bahnhof Zawidów (Seidenberg) bis an Wilka heran in das polnische Gebiet hineinragte, an Polen abgetreten und später größtenteils überflutet. Als neue Staatsgrenze wurden der Lauf des Baches Boreček und der Wittig festgelegt.
Auf einer im Bereich der Mündung der Wittig in die Neiße künstlich angelegten Insel befindet sich das ehemalige weltadelige Fräuleinstift Joachimstein. Das bis 1945 zu Sachsen und seitdem zu Polen gehörende Stift genoss einen Sonderstatus. Nach 1945 ungenutzt, verfielen die Baulichkeiten und werden seit 2003 saniert.
Am 7. August 2010 brach nach starken Regenfällen die Staumauer der Talsperre und führte zu einer Flutwelle in die Neiße.

## Zuflüsse
- Šindelový potok (r), am Předěl
- Hájený potok (r), Bílý Potok
- Velká rybí voda (r), Bílý Potok
- Bílý potok (l), Bílý Potok
- Černý potok (l), Hejnice
- Libverdský potok (r), Lužec
- Sloupský potok (l), Raspenava
- Pekelský potok (r), Luh
- Holubí potok (l), Raspenava
- Lomnice (r), Luh
- Pustý potok (l), Raspenava
- Větrovský potok (l), Větrov
- Řasnice (r), Frýdlant
- Kunratický potok (l), Kunratice
- Krčelický potok (r), Víska
- Minkovický potok (l), Minkovice
- Višňovský potok (l), Předlánce
- Bulovský potok (r), Předlánce
- Saňský potok (l), Filipovka
- Boreček bzw. Andělský potok/Boreczek (l), Ves
- Kočičí potok/Koci Potok (r), Niedów-Stausee